# Вишнёвский сельсовет (Могилёвская область)
Вишнёвский сельсовет (бел.  Вішнёўскі сельсавет) — административно-территориальная единица Бобруйского района Могилёвской области Республики Беларусь.

## Население
- 1999 год — 1406 человек
- 2010 год — 1057 человек

На 2013 год проживает 1001 человек, 491 домашнее хозяйство.

## Географическое положение
Вишнёвский сельсовет расположен на юге Бобруйского района Могилёвской области. Расстояние от центра сельсовета до районного центра — 11 км.

## Производственная сфера
- ЗАО «Птицефабрика «Вишнёвка»,
- ОАО «БКХП д. Вишнёвка»,
- СПК «Стасевка» (д. Стасевка),
- Деревообрабатывающий цех «Доманово»,
- Красновское лесничество Светлогорского района Гомельской области, Домановское лесничество ГЛХУ «Бобруйский лесхоз»,
- ЗАО «Славнефть Старт»

## Социально-культурная сфера
Учреждение образования: ГУО «Детский сад д. Вишневка»
Учреждения здравоохранения:
Вишневский фельдшерско-акушерский пункт, Стасевский фельдшерско-акушерский пункт, Домановский фельдшерско-акушерский пункт
На территории сельсовета также находятся:
Вишневский сельский клуб, сельские библиотеки в д. Вишневка и д. Стасевка;
Почтовые отделения в д. Стасевка и в д. Вишневка

## Состав
Включает 13 населённых пунктов:
- Боровая — деревня.
- Вишнёвка — деревня.
- Глебова Рудня — деревня.
- Доманово — деревня.
- Доманово — посёлок.
- Казаково — деревня.
- Красный Брод — хутор.
- Ломы — деревня.
- Пересово — деревня.
- Продвино — деревня.
- Селиба — деревня.
- Стасевка — деревня.
- Углы — деревня.